# XVIII Campeonato Iberoamericano de Atletismo de 2018
El XVIII Campeonato Iberoamericano de Atletismo se celebró en la ciudad de Trujillo (Perú) del 24 al 26 de agosto de 2018. La sede del certamen fue el estadio Chan Chan, ubicado en el Complejo Deportivo Mochica Chimú.

## Países participantes
| América Central y el Caribe                                                            | Sudamérica | Europa                          | África             |
| -------------------------------------------------------------------------------------- | --- | ------------------------------- | ------------------ |
| - Costa Rica (CRC) - Cuba (CUB) - El Salvador (ESA) - Panamá (PAN) - Puerto Rico (PUR) | - Argentina (ARG) - Bolivia (BOL) - Brasil (BRA) - Chile (CHI) - Colombia (COL) - Ecuador (ECU) - Paraguay (PAR) - Perú (PER) - Uruguay (URU) - Venezuela (VEN) | - España (ESP) - Portugal (POR) | - Cabo Verde (CPV) |

## Resultados

### Masculino
| Evento                                 | Oro                                                                                                   | Plata                                                                        | Bronce                                                                                          |
| -------------------------------------- | --- | ---------------------------------------------------------------------------- | ----------------------------------------------------------------------------------------------- |
| 100 m (24 de agosto)                   | Paulo André de Oliveira · Brasil · 10,267                                                             | Jorge Vides · Brasil · 10,269                                                | Reynier Mena · Cuba · 10,46                                                                     |
| 200 m (26 de agosto)                   | Jorge Humbet da Costa · Brasil · 20,34                                                                | Aldemir Gomes · Brasil · 20,42                                               | Nery Brenes · Costa Rica · 20,88                                                                |
| 400 m (25 de agosto)                   | Lucas Carvalho · Brasil · 45,92                                                                       | Nery Brenes · Costa Rica · 46,27                                             | Ricardo dos Santos Portugal 46,45                                                               |
| 800 m (26 de agosto)                   | Thiago André · Brasil · 1:46,73                                                                       | Andrés Arroyo Puerto Rico 1:47,62                                            | Alejandro Peirano · Chile · 1:48,62                                                             |
| 1500 m (25 de agosto)                  | Llorenç Sales · España · 3:48,27                                                                      | Thiago André · Brasil · 3:48,48                                              | Alfredo Santana Puerto Rico 3:49,50                                                             |
| 3000 m (26 de agosto)                  | Altobelli Santos da Silva · Brasil · 7:57,52                                                          | Alfredo Santana Puerto Rico 8:01,20                                          | José Luis Rojas · Perú · 8:04,00                                                                |
| 5000 m (24 de agosto)                  | José Luis Rojas · Perú · 13:42,38                                                                     | Juan Antonio Pérez Moreno · España · 13:48,02                                | Fernando Ostos · Perú · 13:48,57                                                                |
| 3000 m obstáculos (26 de agosto)       | Altobelli Santos da Silva · Brasil · 8:35,57                                                          | Daniel Arce · España · 8:36,33                                               | Yuri Labra · Perú · 8:41,29                                                                     |
| 110 m vallas (25 de agosto)            | Gabriel Oliveira Constantino · Brasil · 13,61                                                         | Javier McFarlane · Perú · 14,04                                              | Agustín Carrera Argentina 14,16                                                                 |
| 400 m vallas (26 de agosto)            | Marcio Soares · Brasil · 49,64                                                                        | Gerald Drummond · Costa Rica · 49,80                                         | Leandro Zamora · Cuba · 49,85                                                                   |
| Salto de altura (24 de agosto)         | Carlos Laloy Argentina 2,21                                                                           | Talles Frederico Souza · Brasil · 2,21                                       | Fernando Carvalho · Brasil · 2,10                                                               |
| Salto con pértiga (24 de agosto)       | Augusto Dutra · Brasil · 5,40                                                                         | Germán Chiaraviglio Argentina 5,20                                           | Didac Salas · España · 5,10                                                                     |
| Salto de longitud (25 de agosto)       | José Luis Mandros · Perú · 7,87                                                                       | Daniel Pineda · Chile · 7,81                                                 | Emiliano Lasa · Uruguay · 7,79                                                                  |
| Salto triple (26 de agosto)            | Cristian Nápoles · Cuba · 16,81                                                                       | Pablo Torrijos · España · 16,74                                              | Alexsandro do Nascimento de Melo · Brasil · 15,94                                               |
| Decatlón (25 de agosto)                | Felipe Vinicius dos Santos · Brasil · 7663 pts.                                                       | Sergio Pandiani Argentina 7293 pts.                                          | Miguel Monsalve · Perú · 5785 pts.                                                              |
| Lanzamiento de peso (25 de agosto)     | Darlan Romani · Brasil · 20,74 RC                                                                     | Tsanko Arnaudov Portugal 19,34                                               | Eduardo Espín · Ecuador · 16,13                                                                 |
| Lanzamiento de disco (25 de agosto)    | Mauricio Ortega Girón · Colombia · 60,49                                                              | Juan José Caicedo · Ecuador · 58,68                                          | Douglas Júnior dos Reis · Brasil · 56,91                                                        |
| Lanzamiento de martillo (24 de agosto) | Javier Cienfuegos · España · 74,71                                                                    | Joaquín Gabriel Gómez Argentina 74,64                                        | Roberto Sawyers · Costa Rica · 73,16                                                            |
| Lanzamiento de jabalina (24 de agosto) | Arley Ibargüen · Colombia · 75,50                                                                     | Francisco Muse · Chile · 73,10                                               | Larson Martínez Paraguay 71,11                                                                  |
| 20 000 m Marcha (26 de agosto)         | Mauricio Arteaga Sánchez · Ecuador · 1:22:18                                                          | César Rodríguez Dinurga · Perú · 1:23,22                                     | Juan Manuel Cano Argentina 1:24:07                                                              |
| Relevo 4 × 100 m (25 de agosto)        | Brasil · Gabriel Oliveira Constantino · Jorge Vides · Aldemir Gomes · Paulo André de Oliveira · 38,78 | Paraguay Fredy Maidana Christopher Ortiz Giovanni Díaz Nilo Duré 39,99       | Perú · Fabrizio Martino · Andy Martínez · Luis Adrián Iriarte · Francisco Vizcarra · 40,69      |
| Relevo 4 × 400 m (26 de agosto)        | Chile · Enzo Falbaum · Alejandro Peirano · Rafael Muñoz Núñez · Alfredo Sepúlveda · 3:10,77           | Ecuador · Carlos Perlaza · Ian Corzo · Emerson Chalá · David Cetre · 3:11,73 | Perú · Luis Adrián Iriarte · Pierre Lizarazburu · Marco Antonio Vilca · Paulo Herrera · 3:15,59 |

- RC: Récord de campeonato.

### Femenino
| Evento                                 | Oro                                                                             | Plata                                                                                 | Bronce                                                                                     |
| -------------------------------------- | ------------------------------------------------------------------------------- | ------------------------------------------------------------------------------------- | ------------------------------------------------------------------------------------------ |
| 100 m (24 de agosto)                   | Vitória Rosa · Brasil · 11,33                                                   | Ángela Tenorio · Ecuador · 11,36                                                      | Rosângela Santos · Brasil · 11,44                                                          |
| 200 m (26 de agosto)                   | Vitória Rosa · Brasil · 22,90                                                   | Rosângela Santos · Brasil · 23,92                                                     | Gabriela Suárez · Ecuador · 24,07                                                          |
| 400 m (25 de agosto)                   | Cátia Azevedo Portugal 52,26                                                    | Geisa Coutinho · Brasil · 52,57                                                       | Laura Bueno · España · 52,88                                                               |
| 800 m (26 de agosto)                   | Esther Guerrero · España · 2:04,55                                              | Déborah Rodríguez · Uruguay · 2:06,19                                                 | Natalia Romero Franco · España · 2:06,54                                                   |
| 1500 m (25 de agosto)                  | Solange Pereira · España · 4:18,31                                              | María Pía Fernández · Uruguay · 4:18,65                                               | Mariana Borelli Argentina 4:20,74                                                          |
| 3000 m (26 de agosto)                  | María Pía Fernández · Uruguay · 9:16,16                                         | Tatiane Raquel da Silva · Brasil · 9:18,39                                            | Florencia Borelli Argentina 9:19,09                                                        |
| 5000 m (24 de agosto)                  | Luz Mery Rojas · Perú · 16:08,77                                                | Saida Meneses · Perú · 16:09,75                                                       | Nuria Lugueros · España · 16:22,71                                                         |
| 3000 m obstáculos (26 de agosto)       | Tatiane da Silva · Brasil · 9:48,40                                             | María Pérez Moreno · España · 9:55,63                                                 | Belén Casetta Argentina 10:07,20                                                           |
| 100 m vallas (25 de agosto)            | Andrea Vargas · Costa Rica · 13,04                                              | Maribel Caicedo · Ecuador · 13,63                                                     | Rayane Amaral · Brasil · 13,68                                                             |
| 400 m vallas (25 de agosto)            | Fiorella Chiape Argentina 56,25                                                 | Daniela Rojas · Costa Rica · 57,53                                                    | Valeria Cabezas · Colombia · 57,74                                                         |
| Salto de altura (25 de agosto)         | María Fernanda Murillo · Colombia · 1,84                                        | Lorena Aires · Uruguay · 1,81                                                         | Candy Toche · Perú · 1,70                                                                  |
| Salto con pértiga (25 de agosto)       | Juliana de Menis · Brasil · 4,40                                                | Maialen Axpe · España · 4,20                                                          | Katherine Castillo · Colombia · 4,20                                                       |
| Salto de longitud (24 de agosto)       | Juliet Itoya · España · 6,73                                                    | Eliane Martins · Brasil · 6,66                                                        | Fátima Diame · España · 6,51                                                               |
| Salto triple (26 de agosto)            | Yosiry Urrutia · Colombia · 14,14                                               | Susana Cortez Portugal 13,76                                                          | Silvana Segura · Perú · 13,46                                                              |
| Heptatlón (26 de agosto)               | Anna Camila Pirelli Paraguay 5879 pts.                                          | Luisarys Toledo · Venezuela · 5721 pts.                                               |                                                                                            |
| Lanzamiento de peso (26 de agosto)     | Geisa Arcanjo · Brasil · 18,10                                                  | Keely Medeiros · Brasil · 16,64                                                       | Ivanna Gallardo · Chile · 15,05                                                            |
| Lanzamiento de disco (24 de agosto)    | Andressa de Morais · Brasil · 62,02                                             | Fernanda Borges · Brasil · 60,14                                                      | Irina Rodrigues Portugal 58,86                                                             |
| Lanzamiento de martillo (25 de agosto) | Jennifer Dahlgren Argentina 68,89                                               | Rosa Rodríguez Pargas · Venezuela · 67,93                                             | Berta Castells Franco · España · 66,68                                                     |
| Lanzamiento de jabalina (26 de agosto) | María Lucelly Murillo · Colombia · 59,51                                        | Arantza Moreno · España · 59,37                                                       | Laila Ferrer · Brasil · 58,24                                                              |
| 10 000 m Marcha (25 de agosto)         | Sandra Arenas · Colombia · 42:02,99 RC                                          | Kimberly García · Perú · 42:56,97                                                     | Glenda Morejón · Ecuador · 44:12,75                                                        |
| Relevo 4 × 100 m (25 de agosto)        | Perú · Gabriela Delgado · Triana Alonso · Diana Balazar · Paola Mautino · 46,76 | Ecuador · Maribel Caicedo · Ángela Tenorio · Gabriela Suárez · Salomé Navarro · 46,94 | Bolivia · Alliny Delgadillo · Guadalupe Torres · Danitza Ávila · Valeria Quispe · 47,39    |
| Relevo 4 × 400 m (26 de agosto)        | Portugal Rivinilda Mentai Joceline Monteiro Cátia Azevedo Dorothé Évora 3:36,49 | Argentina María Ayelen Diogo Valeria Barón Noelia Martínez Fiorella Chiape 3:36,99    | España · Natalia Romero Franco · Solange Pereira · Esther Guerrero · Laura Bueno · 3:38,32 |

- RC: Récord de campeonato.

## Medallero
País organizador
| Núm. | País              | Oro | Plata | Bronce | Total |
| ---- | ----------------- | --- | ----- | ------ | ----- |
| 1    | Brasil (BRA)      | 18  | 10    | 6      | 34    |
| 2    | Colombia (COL)    | 6   | 0     | 2      | 8     |
| 3    | España (ESP)      | 5   | 6     | 7      | 18    |
| 4    | Perú (PER)        | 4   | 4     | 8      | 16    |
| 5    | Argentina (ARG)   | 3   | 4     | 5      | 12    |
| 6    | Portugal (POR)    | 2   | 2     | 2      | 6     |
| 7    | Ecuador (ECU)     | 1   | 5     | 3      | 9     |
| 8    | Costa Rica (CRC)  | 1   | 3     | 2      | 6     |
| 9    | Uruguay (URU)     | 1   | 3     | 1      | 5     |
| 10   | Chile (CHI)       | 1   | 2     | 2      | 5     |
| 11   | Paraguay (PAR)    | 1   | 1     | 1      | 3     |
| 12   | Cuba (CUB)        | 1   | 0     | 2      | 3     |
| 13   | Puerto Rico (PUR) | 0   | 2     | 1      | 3     |
| 14   | Venezuela (VEN)   | 0   | 2     | 0      | 2     |
| 15   | Bolivia (BOL)     | 0   | 0     | 1      | 1     |